# Extraordinário Amor de Deus
| Críticas profissionais | Críticas profissionais |
| Avaliações da crítica  | Avaliações da crítica  |
| Fonte                  | Avaliação              |
| ---------------------- | ---------------------- |
| O Propagador           | [ 2 ]                  |
| Super Gospel           | (favorável)            |

Extraordinário Amor de Deus é um álbum de estúdio da cantora musical brasileira Aline Barros, sendo seu sétimo  CD. O seu lançamento ocorreu em 24 de janeiro de 2011, através da MK Music. O disco possui uma sonoridade inspirada pela música cristã contemporânea e pelo pop rock, apresentando elementos proeminentes de instrumentos como guitarra, teclados e baixo. As gravações do projeto ocorreram em 17 de novembro de 2010 na Comunidade Evangélica Internacional da Zona Sul, no Rio de Janeiro, sob a produção de Ricardo Feghali e Cleberson Horsth. O álbum também traz a participação do cantor Fernandinho na música "Rendido Estou".

## Informações
O álbum contém quatorze faixas, todas gravadas no estúdio do Roupa Nova e com a captação, ao vivo, das vozes do Coral da Igreja e palmas do público da Comunidade Evangélica Internacional da Zona Sul, onde a cantora e seu marido são pastores. O disco traz a volta de Ricardo Feghali e Cleberson Horsth nas produções dos discos de Aline Barros e tem a participação especial do cantor Fernandinho e de alguns músicos do Roupa Nova, como Ricardo e Cleberson (teclados), Serginho Herval (bateria), Nando (baixo) e Kiko (guitarra e violão). Traz também no Back-Vocal, a filha de Ricardo Feghali, Carol e Dennis Goursand, do grupo Kades Singers.
O CD físico foi lançado treze dias depois do disco digital, sendo que álbum foi lançado oficialmente em 24 de janeiro de 2011, apesar que seu formato em download digital foi lançado no dia 10 do mesmo mês.
O álbum conquistou em apenas um dia de lançamento mais de 50.000 mil cópias, conquistando o disco de ouro e, posteriormente, disco de platina triplo pela ABPD, estando por meses, em conceituadas listas, como um dos CDs mais vendidos de 2012 no Brasil.[carece de fontes?] Atualmente, a obra é disco de diamante duplo, com mais de 600 mil copias.
Extraordinário Amor de Deus conquistou, no final de 2012, o Grammy Latino na categoria "Melhor Álbum Cristão de Língua Portuguesa", além das quatro indicações ao Troféu Promessas do mesmo ano.
O primeiro single do álbum, "Ressuscita-me" fez bastante sucesso, contendo no YouTube mais de 250 milhões de views, fazendo com que a cantora ficasse mais conhecida ainda no Brasil e exterior, e o seu vídeo clipe ultrapassou mais de 8 milhões de visualizações.
Mesmo depois de anos desde seu lançamento, o álbum continua sendo um dos mais executados em sites como Vagalume e Letras.mus.br.

## Faixas
| N.º            | Título                                             | Compositor(es) | Duração |  |
| 1.             | "Geração Bem Aventurada"                           | Aline Barros, Gilmar Santos, Anderson Freire e Aretusa                                                                 | 4:20    |  |
| 2.             | "Ressuscita-me"                                    | Anderson Freire | 5:43    |  |
| 3.             | "Vitória no Deserto"                               | Luciano Lima | 3:45    |  |
| 4.             | "Carpinteiro"                                      | Anderson Freire | 4:39    |  |
| 5.             | "Não me Calarei"                                   | Davi Fernandes e Jamba                                                                                                 | 3:35    |  |
| 6.             | "Primeira Essência"                                | Anderson Freire | 4:36    |  |
| 7.             | "Somos Livres"                                     | Aline Barros e Anderson Freire                                                                                         | 4:26    |  |
| 8.             | "Rendido Estou (Arms Open Wide)" (com Fernandinho) | Sam Knock / Tradução para o português: Júlia Peixoto                                                                   | 5:35    |  |
| 9.             | "Atitude"                                          | Anderson Freire | 3:58    |  |
| 10.            | "Adoração Sem Limites"                             | Aline Barros e Anderson Freire                                                                                         | 4:25    |  |
| 11.            | "Sonho de Cristo"                                  | Aline Barros e Anderson Freire                                                                                         | 4:14    |  |
| 12.            | "Rei da Glória (King Of Glory)"                    | Johny Mac, Samuel tai Anderson, Bradley B. C. Avery, David Carre e Mark Lee / Tradução para o português: Júlia Peixoto | 4:56    |  |
| 13.            | "Deus Extraordinário"                              | Aline Barros e Clóvis Lardo                                                                                            | 4:12    |  |
| 14.            | "Teus Pra Sempre (Yours Forever)"                  | Branden Lang e Joel Davies / Tradução para o português: Aline Barros e Júlia Peixoto                                   | 4:28    |  |
| Duração total: | Duração total:                                     | Duração total: | 1:02:42 |  |

## Clipes
| Música          | Lançamento          |
| --------------- | ------------------- |
| "Ressuscita-me" | 29 de abril de 2011 |

## Indicações e Premiação
Grammy Latino
| Ano  | Categoria                                          | Indicado                    | Resultado |
| ---- | -------------------------------------------------- | --------------------------- | --------- |
| 2012 | Melhor Álbum de Música Cristã em Língua Portuguesa | Extraordinário Amor de Deus | Venceu    |

Troféu Promessas
| Ano           | Categoria                     | Indicado | Resultado |
| ------------- | ----------------------------- | -------- | --------- |
| 2012          |                               |          |           |
| Melhor Música | Ressuscita-me                 | Indicado |           |
| Melhor Clipe  | Ressuscita-me                 | Indicado |           |
| Melhor CD     | "Extraordinário Amor de Deus" | Indicado |           |

## Certificações
| País   | Empresa | Certificação       | Vendas   |
| ------ | ------- | ------------------ | -------- |
| Brasil | ABPD    | Ouro               | +40,000  |
| Brasil | ABPD    | Platina            | +80.000  |
| Brasil | ABPD    | 2× Platina         | +160.000 |
| Brasil | ABPD    | 3× Platina         | +240.000 |
| Brasil | ABPD    | Diamante           | +300.000 |
| Brasil | ABPD    | 2× Diamante        | +600.000 |
| Brasil | ABPD    | Ouro (Playback)    | +40.000  |
| Brasil | ABPD    | Platina (Playback) | +80.000  |